# Ogrodzieniec (skała)
Ogrodzieniec – ostaniec na wierzchowinie Wyżyny Olkuskiej. Znajduje się w grupie Słonecznych Skał na orograficznie prawym zboczu Doliny Szklarki, w obrębie miejscowości Jerzmanowice, w odległości około 2,1 km na południe od drogi krajowej nr 94 (odcinek z Krakowa do Olkusza). Należy do tzw. Ostańców Jerzmanowickich. Wszystkie ostańce wchodzące w skład Słonecznych Skał są pomnikami przyrody.
Ogrodzieniec znajduje się pomiędzy Ostatnią a Sokołowymi Skałami. Dawniej znajdował się na otwartym terenie wśród pól uprawnych (zaznaczone to jest na mapie Geoportalu w wersji skany map topograficznych), w 2019 r. jednak otaczają go już zarośla. Podobnie, jak pozostałe Słoneczne Skały zbudowany jest z twardych wapieni skalistych.
W Ogrodzieńcu znajdują się dwa obiekty jaskiniowe: Szczelina w Słonecznych Skałach Pierwsza i Szczelina w Słonecznych Skałach Druga.

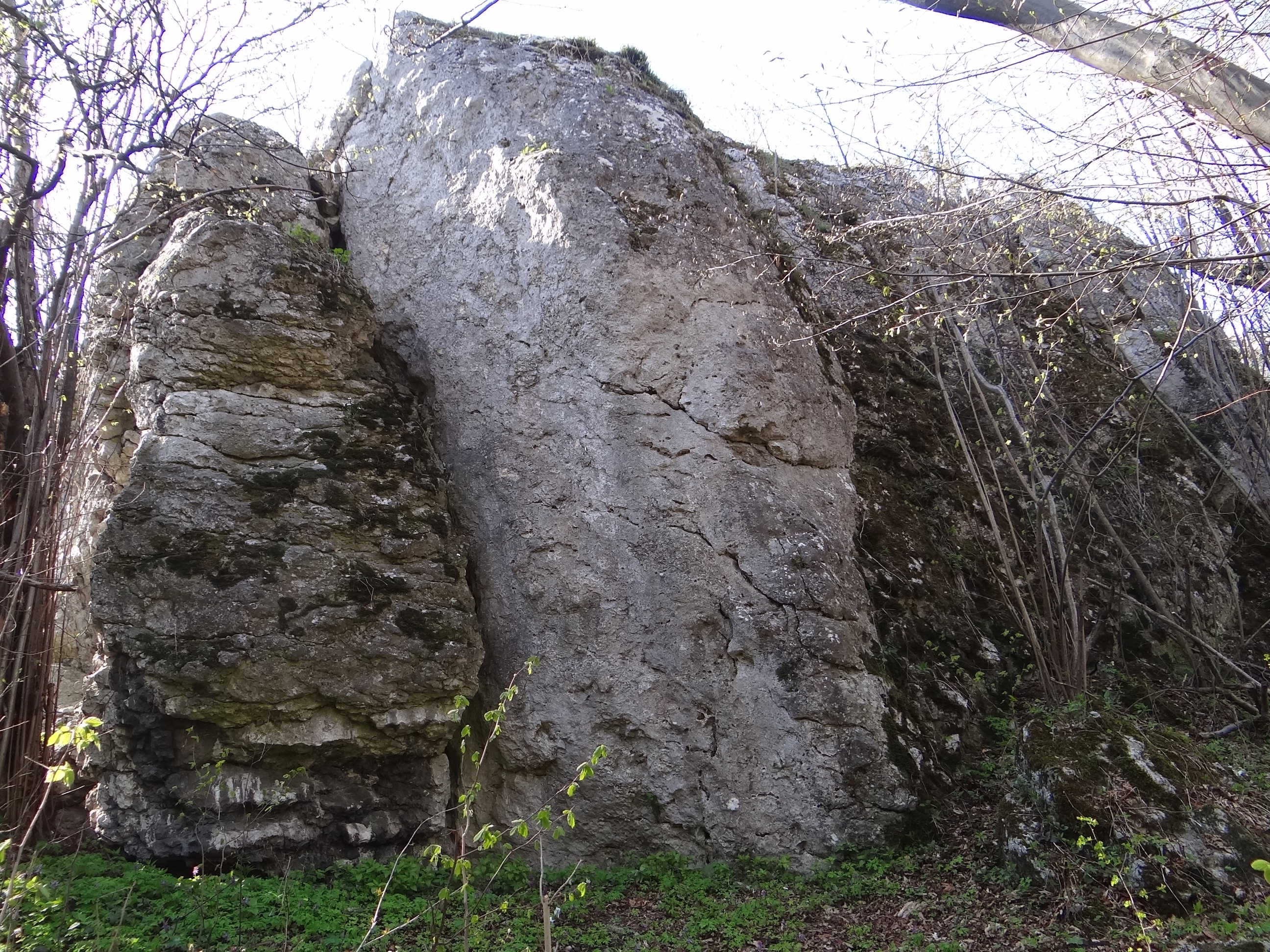
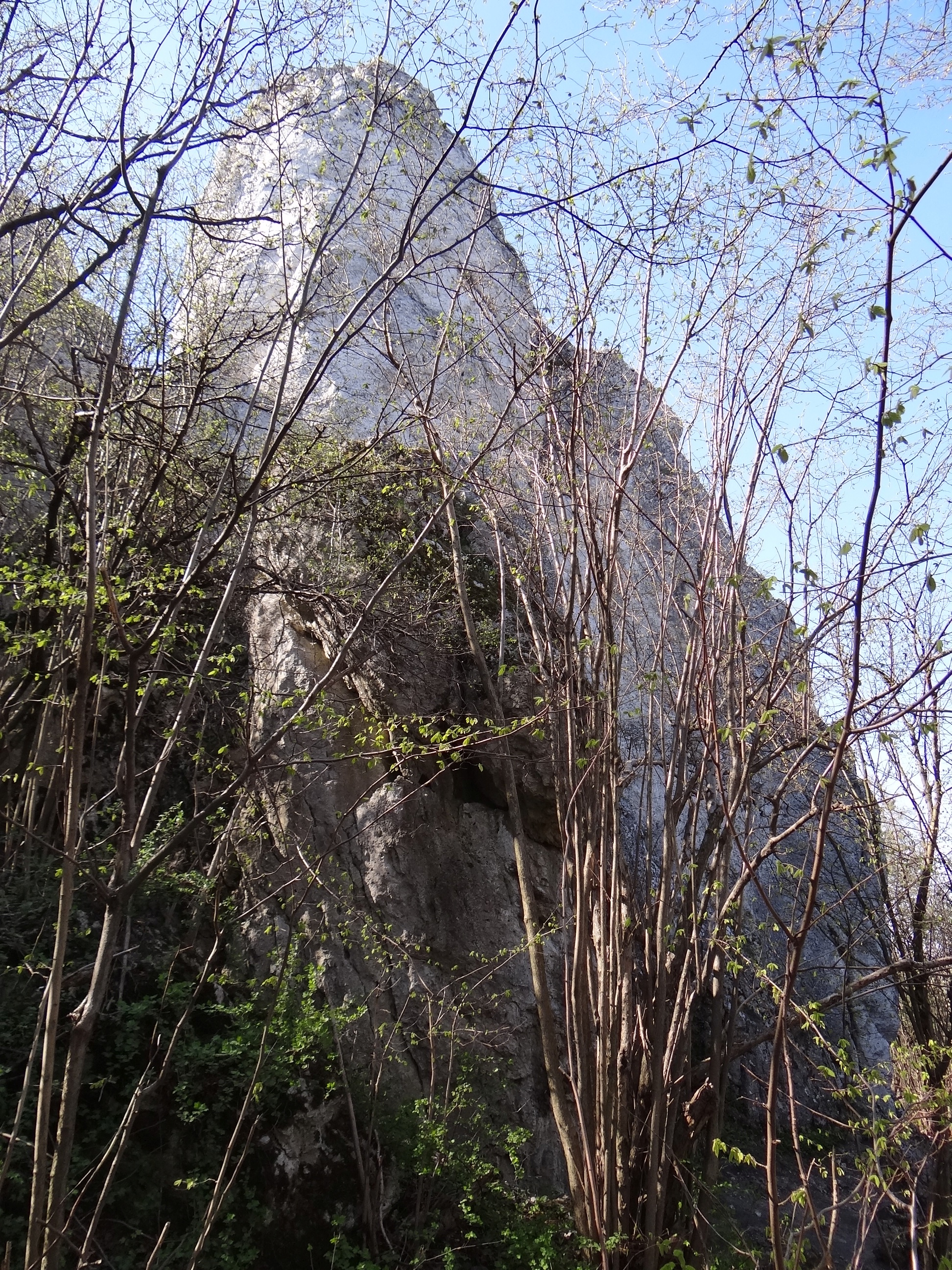
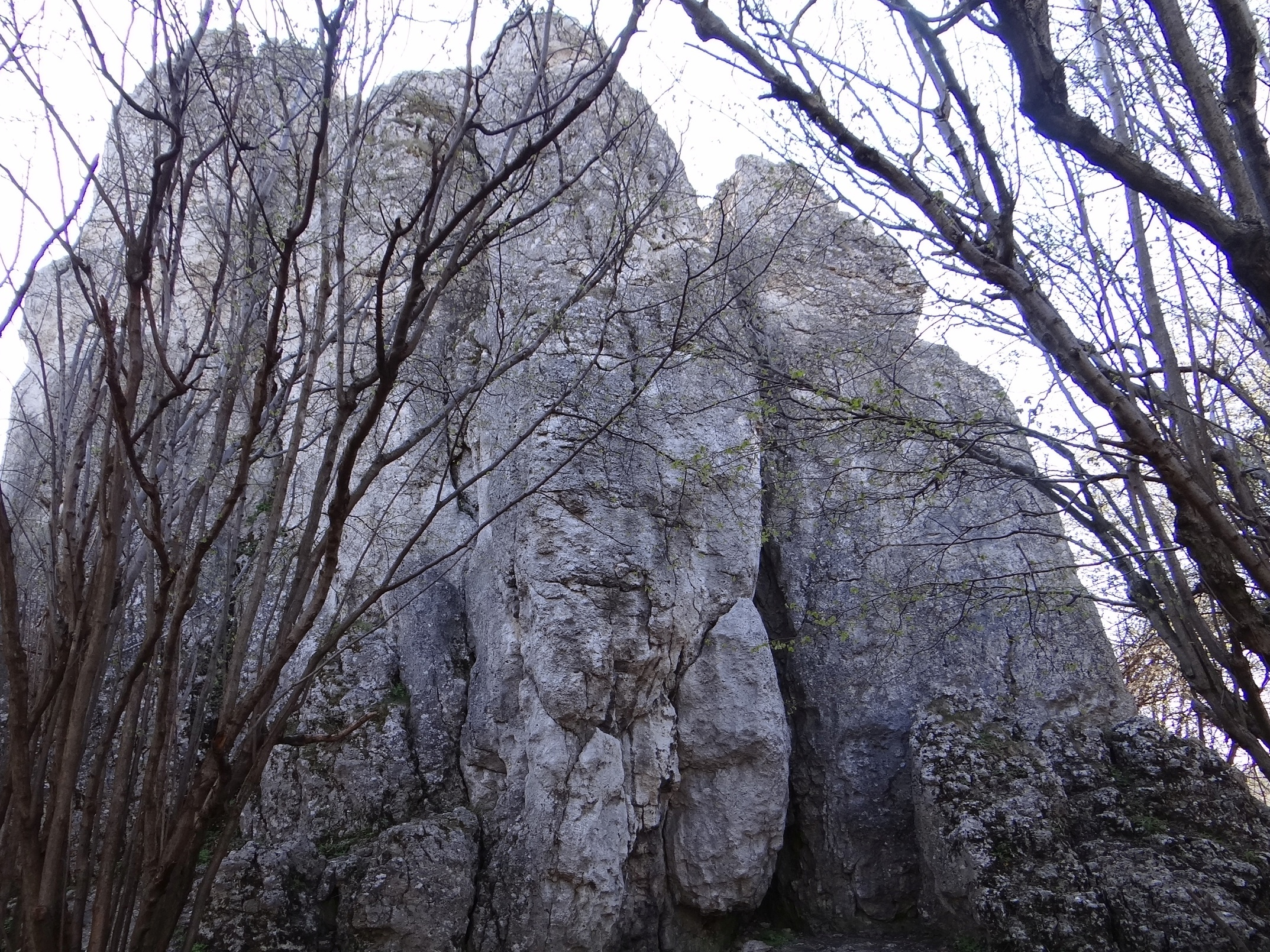
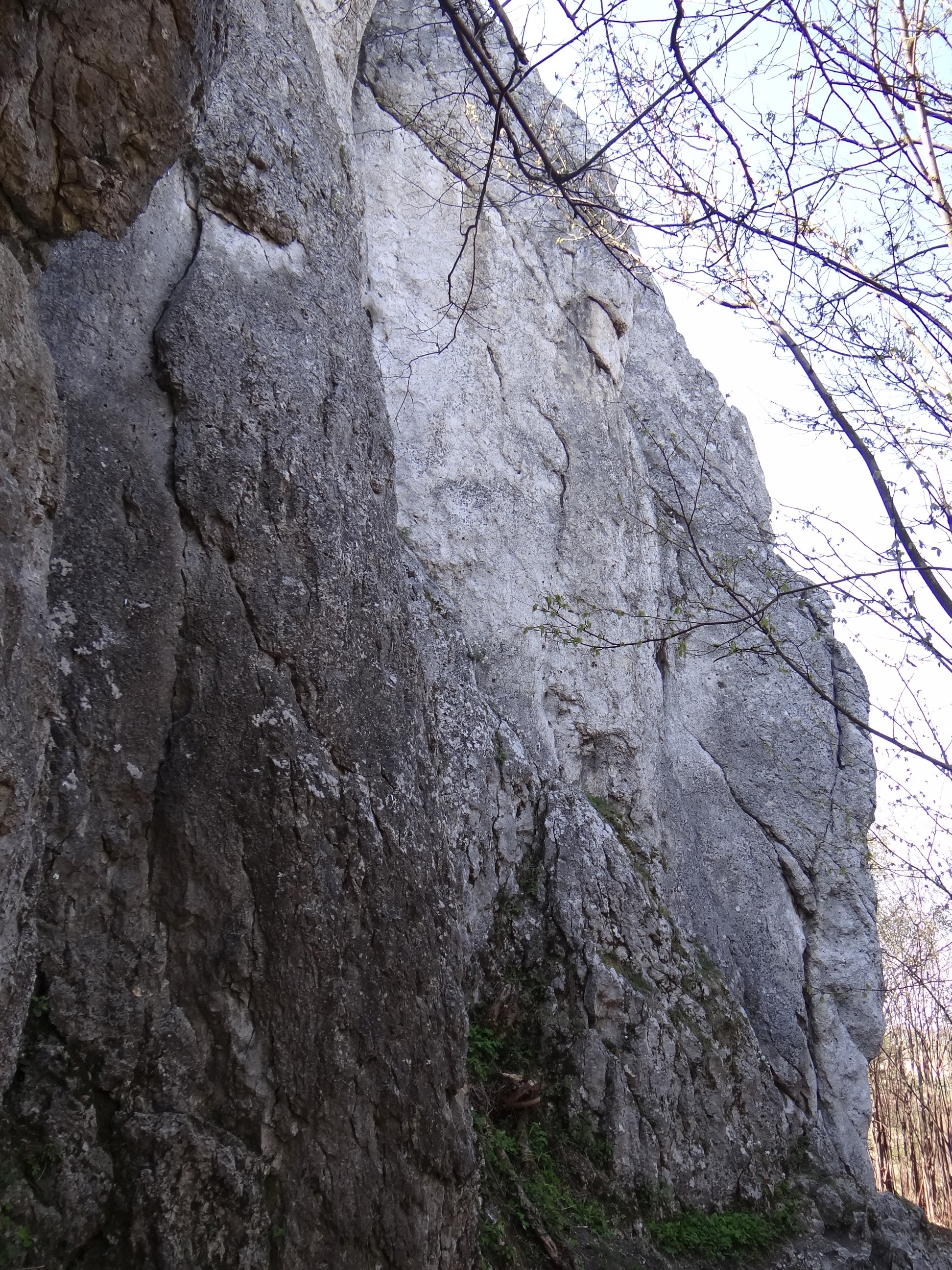
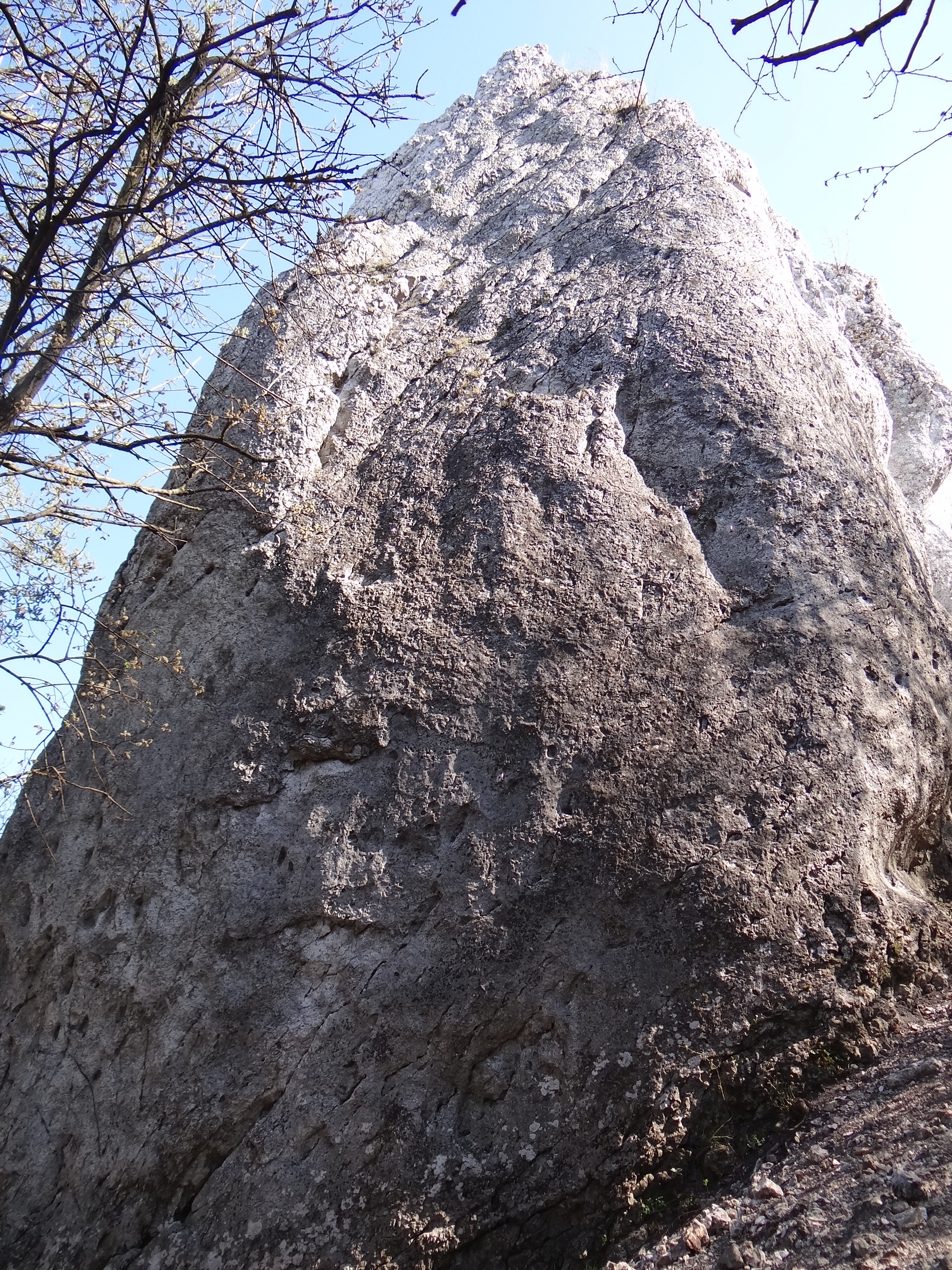

## Drogi wspinaczkowe
Ogrodzieniec ma wysokość 15–20 m, ściany połogie, pionowe lub przewieszone z filarami, kominami i zacięciami. Uprawiana jest na nim wspinaczka skalna. Łącznie jest na nim 38 dróg wspinaczkowych o trudności od III do VI.4+ w skali krakowskiej. Ściany wspinaczkowe o wystawie zachodniej, północno-zachodniej, północno-wschodniej, wschodniej i południowo-wschodniej. Niemal na wszystkich drogach zamontowano punkty asekuracyjne: ringi (r), stanowiska zjazdowe (st), dwa ringi zjazdowe (drz) lub pojedynczy ring (rz):

Ogrodzieniec I
1. Koniolub grubas; 6r + st, VI, 16 m
2. Ubik; 6r + st, VI.1+, 16 m
3. Wszystko albo nic; 5r + st, VI.2, 16 m
4. Nekrolog dla Toudiego; 5r + st, VI.2, 16 m
5. Klasyczna; 5r + st, V+, 16 m
6. Marzenie kuternogi; 5r + st, VI.1+, 16 m

Ogrodzieniec II
1. Zero dylematu; 5r + st, V+, 16 m
2. 2/3 dylematu; 4r + st, V+, 16 m
3. Placebo; 4r + st, IV+, 16 m

Ogrodzieniec III
1. Komin zejściowy; III, 16 m
2. Kumpel pająka; 4r + st, VI, 16 m
3. Pół kalorii; 5r + st, V+, 16 m

Ogrodzieniec IV
1. Puste kalorie; 4r + st, VI+, 16 m
2. Dekolt; 1h + st, IV, 16 m
3. Wspinanie w PRL-u; 5r + st, VI.2, 16 m
4. Dyrektor autystyczny; 5r + st, VI.2+, 16 m

Ogrodzieniec V
1. Ciemna strona słońca; 6r + st, V, 18 m
2. Śmietnik historii; 7r + st, VI.1, 18 m
3. Czysta formalina; 9r + st, VI.1, 20 m
4. Cios w plecy; 8r + st, VI.4+, 20 m
5. Kapitan Żbik; 5r + st, V+, 14 m
6. Uszy szeroko przymknięte; 9r + st, VI.1, 20 m
7. Kursk ekiperski; 9r + st, VI.3, 20 m
8. Łojotok; V, 20 m
9. Alibido; 7r + drz, VI.4, 20 m
10. Samozachwyt; 6r + drz, VI.2, 20 m
11. Motyla noga; 7r + drz, VI.1+, 20 m
12. Agrestowa rysa; drz, V+, 20 m
13. Lewy klawisz myszy; 7r + st, VI.1, 20 m
14. Wiedźma Ple-Ple; 7r + rz, VI+, 20 m

Ogrodzieniec VII
1. Maść na odciski palców; 6r + rz, VI.2, 20 m
2. Środek przeciwbólowy; 8r + rz, VI.3, 20 m
3. Pachniesz ben-gayem; 7r + rz, VI.2/2+, 20 m
4. Zapach wyjścia; 8r + st, VI.3+, 20 m
5. Komin Ogrodzieńca; III+, 16 m
6. Byk wysokości; 6r + st, VI, 16 m
7. Daleko i blisko; 5r + st, VI.1, 16 m
8. Program na jutro; 5r + st, VI+, 16 m[4].